# You’re Never Over
You’re Never Over (englisch für „du bist nie vorbei“) ist ein Lied des US-amerikanischen Rappers Eminem. Der Song ist auf seinem siebten Soloalbum Recovery, das am 18. Juni 2010 veröffentlicht wurde, enthalten.

## Inhalt

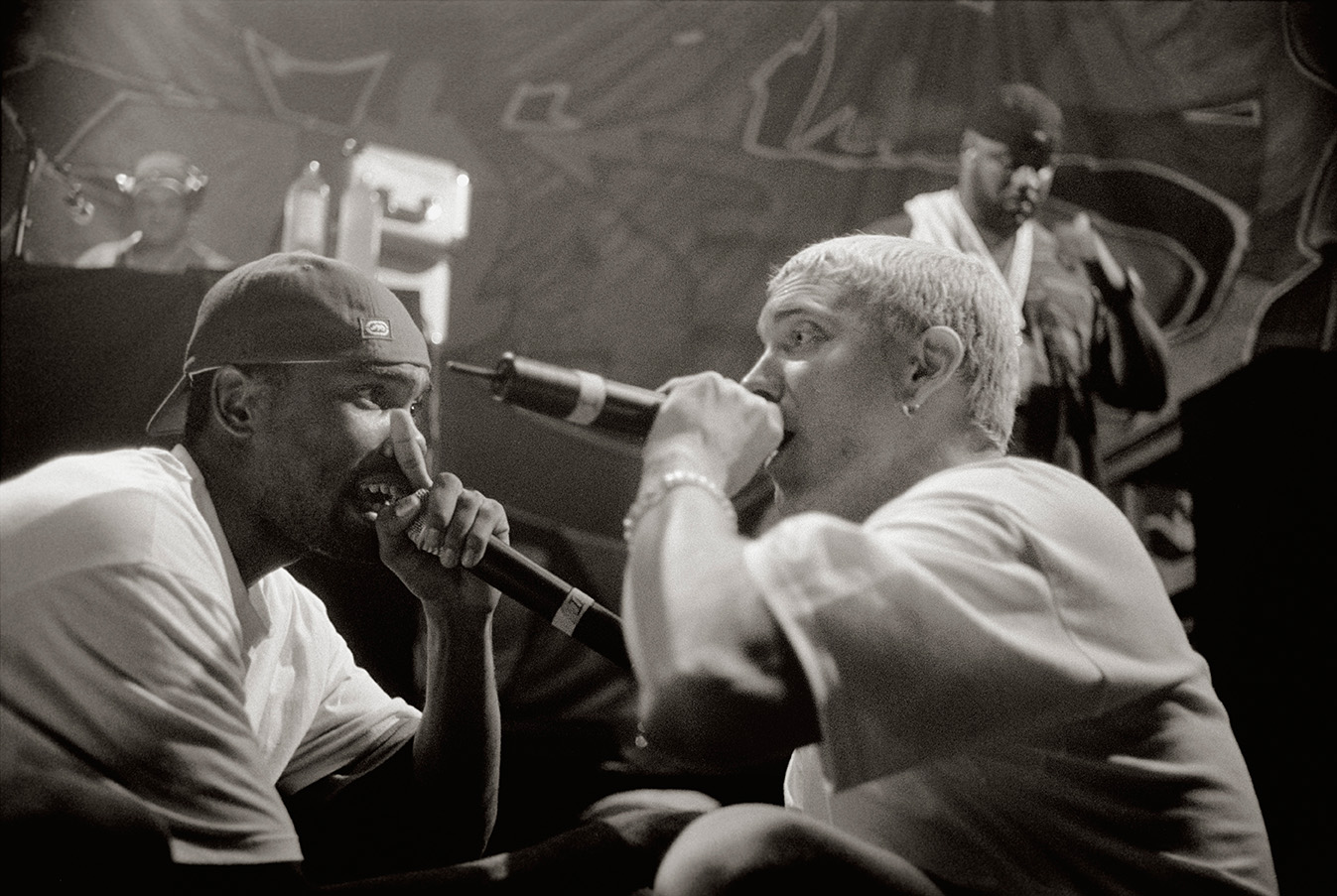
Eminem und Proof (1999)

In dem Lied rappt Eminem über seinen verstorbenen Freund und D12-Mitglied Proof, der am 11. April 2006 vor einem Nachtclub in Detroit erschossen wurde. Er erklärt, dass es Proof war, der an ihn geglaubt hatte und ihn dazu brachte, in seinen schwersten Zeiten weiter durchzuhalten.

“If Proof could see me now, I know he'd be proud

Somewhere in me deep down, there's something in me he found

That made him believe in me, now no one can beat me now”

## Hintergrund
Eminem gab an, dass er nach Proofs Tod mehrere Versuche startete, eine Widmung zu schreiben, mit den Ergebnissen jedoch nie zufrieden war. Bei You’re Never Over  handelt es sich um den für ihn wichtigsten Titel auf Recovery.

## Stil und Produktion
Der Song wurde von dem US-amerikanischen Musikproduzenten Just Blaze produziert. Er fungierte neben Eminem, Mike Mainieri und Gerard McMahon auch als Autor. Hauptbestandteil des Instrumentals ist eine verzerrte E-Gitarre; das Tempo beträgt 157 bpm. In den Strophen ist Eminem mit einer zunehmend energisch werdenden Stimme zu hören, während er im Refrain ungewöhnlich sanft singt „I just miss you“.

## Veröffentlichung
Der Song wurde erstmals am 18. Juni 2010 als letzter regulärer Titel (#16) auf Eminems siebtem Soloalbum Recovery veröffentlicht. Ebenso war der Song auf dem Kompilationsalbum Curtain Call 2 erhalten, welches am 5. August 2022 erschien.